# Odile Defraye
Odile Defraye, född den 14 juli 1888 i Roeselare, död den 21 augusti 1965 i Rumbeke, var en belgisk landsvägscyklist, som var professionell från 1909 till 1924. Han blev 1912 den förste belgiern att vinna Tour de France. Därtill vann han även Belgien runt totalt 1912, Milano–Sanremo 1913 och blev belgisk landsvägsmästare 1911.

## Meriter
1909
2:a i Kampioenschap van Vlaanderen
1910
Vinnare av Kampioenschap van Vlaanderen
1911
 Belgisk mästare i linjelopp
6:a totalt i Belgien runt
1912
Vinnare totalt av Tour de France
Vinnare av etapperna 2, 7 och 9
Vinnare totalt av Belgien runt
Vinnare av etapperna 2, 3, 6 och 7
3:a i Etoile Caroloregienne
5:a i Paris–Roubaix
1913
Vinnare av Milano–Sanremo
1914
4:a totalt i Belgien runt
Vinnare av etapp 6
1921
6:a totalt i Belgien runt
Vinnare av etapp 4